# Джемма Вард
Дже́мма Луї́за Ва́рд (англ. Gemma Louise Ward; нар. 3 листопада 1987, Перт, Австралія) — австралійська супермодель і акторка. Одна із найбагатших супермоделей світу.

## Юність
Народилась 3 листопада 1987 року в місті Перт (Західна Австралія) в сім'ї Гарі та Клер Вард. Її старша сестра, Софі Вард, також працює моделлю. Має також двох молодших братів близнюків — Оскара і Генрі.
Здобула освіту в Коледжі Пресвітеріанських леді (англ. Presbyterian Ladies 'College) і Коледжі Шентона (англ. Shenton College) в рідному місті Перт. Брала уроки скрипки.

## Кар'єра

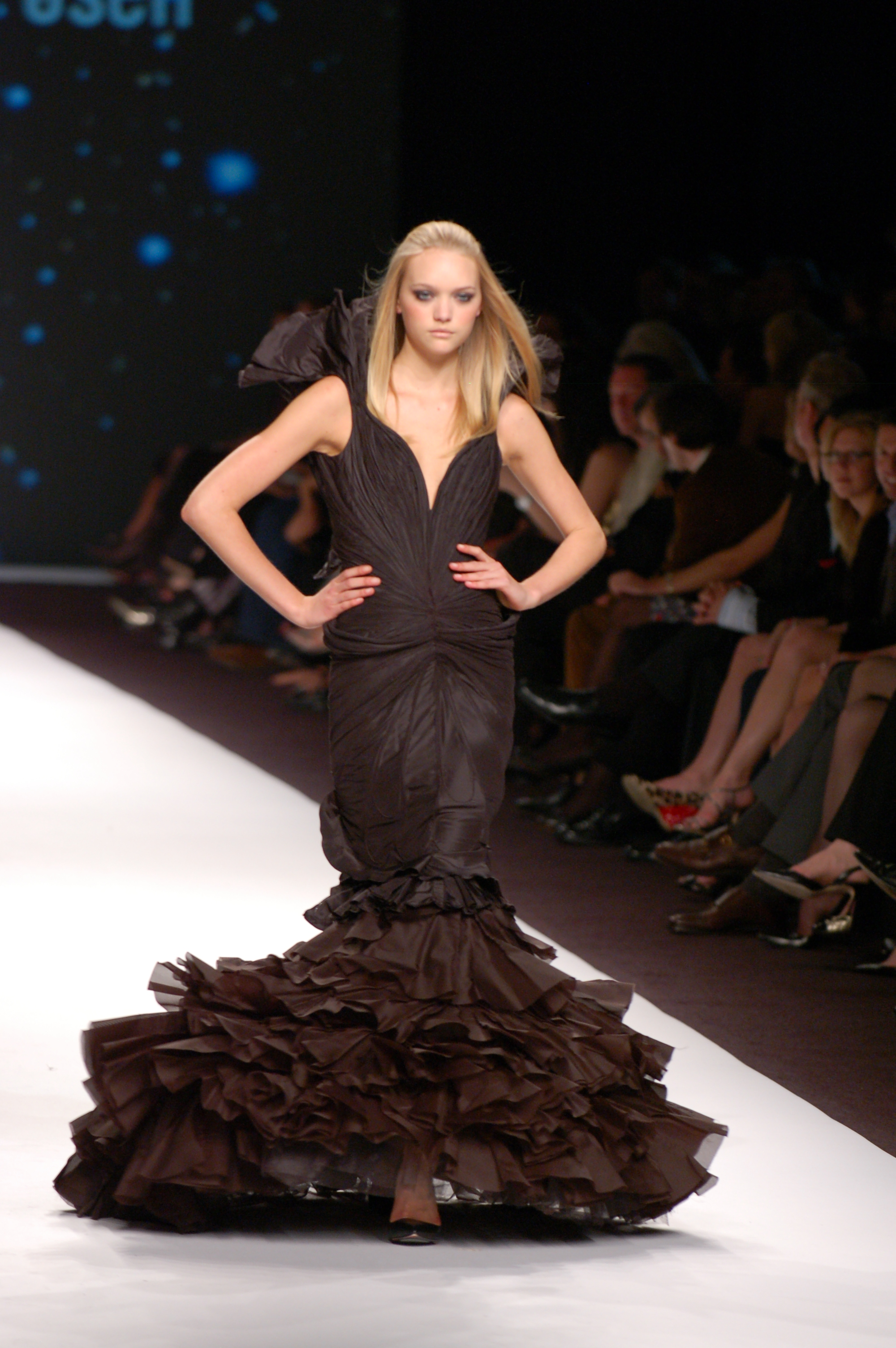
Джемма Вард на тижні моди в Сан-Франциско, 2007

Юну Джемму помітив скаут модельного агентства під час кастингу талановитих молодих людей на телевізійному австралійському шоу «У пошуках супермоделі», куди вона прийшла підтримати подруг. У 16 років Джемма Вард стала наймолодшою моделлю, що потрапила в топлист від американського журналу Vogue. Вона брала участь у показах таких відомих брендів, як Prada, Versace, Jean Paul Gaultier, Lanvin, Gucci, Chanel, Valentino, Alexander McQueen і багатьох інших.
Була на обкладинках таких відомих журналів, як Vogue і TIME Magazine. У вересні 2004 року з'явилася на обкладинці Teen Vogue.
2005 рік приніс вісімнадцятирічній Джеммі справжню славу, коли вона підписала договір з китайським Vogue, 300 000 копій якого з Вард на обкладинці розійшлися з полиць магазинів за кілька годин. У цьому ж році Вард стала обличчям нового аромату від Calvin Klein. Контракт приніс їй понад $1 млн. Пізніше аналогічні суми Вард стали виплачувати Burberry і Valentino.
У липні 2007 року Джемма Вард, яка заробила за попередній рік близько $3 млн, потрапила в топлист журналу Forbes, опинившись на 10-му місці в списку найбагатших супермоделей світу.

## Особисте життя
Джемма Вард перебуває у фактичному шлюбі з Девідом Леттс. Донька Най Леттс народилась в грудні 2013 року.
Наразі живе в Нью-Йорку, товаришує з іншими відомими моделями — Лілі Дональдсон, Дариною Вербовою і Керолін Вінберг.

## Фільмографія
| Рік  | Назва                                      | Роль                      | Примітка                                                            |
| ---- | ------------------------------------------ | ------------------------- | ------------------------------------------------------------------- |
| 2001 | Рожева Піжама                              | Гайді                     | Епізодична роль, дебют в кіно                                       |
| 2008 | Чорна куля                                 | Джеккі Мастерс            | Номінована на премію Кінокритиків Австралії за найкращу жіночу роль |
| 2008 | Незнайомці                                 | Незнайомка в масці ляльки |                                                                     |
| 2011 | Пірати Карибського моря: На дивних берегах | Русалка Тамара            |                                                                     |
| 2013 | Великий Гетсбі                             | Млява Дівчина             |                                                                     |